# خالد حشادي
خالد حشادي (مواليد 3 مايو 1998) هو لاعب كرة قدم مغربي محترف، يلعب كمهاجم لنادي شباب المحمدية في البطولة الوطنية.

## مهنة النادي
لعب خالد 39 مباراة وسجل ثلاثة عشر هدفًا في البطولة الوطنية، غادر المغرب متوجهًا الى البرتغال ليوقع عقدًا لمدة خمس سنوات مع نادي فيتوريا سيتوبال الذي ينافس في الدوري البرتغالي الممتاز. وفي 14 سبتمبر 2019، سجل هدفه الرسمي الأول في البرتغال ضد نادي براقرة. ثم عاد إلى المغرب في 19 أكتوبر 2020 ليوقع عقدًا لمدة ثلاث سنوات مع النادي شباب المحمدية مقابل مبلغ 800 ألف يورو.

## مهنة دولية
لعب دوليًا للمنتخب المغربي تحت 23 عاماً.

## روابط خارجية
- خالد حشادي على موقع قاعدة بيانات كرة القدم.إي يو (الإنجليزية)
- خالد حشادي على موقع Soccerway.com (الإنجليزية)
- خالد حشادي على موقع كووورة